# Federico Mayor Zaragoza
Federico Mayor Zaragoza (ur. 27 stycznia 1934 w Barcelonie, zm. 19 grudnia 2024 w Madrycie) – hiszpański farmaceuta, nauczyciel akademicki i polityk, minister edukacji i nauki (1981–1982), poseł do Parlamentu Europejskiego II kadencji, dyrektor generalny UNESCO (1987–1999).

## Życiorys
Ukończył studia farmaceutyczne na Uniwersytecie Complutense w Madrycie. Był zawodowo związany z Universidad de Granada, objął stanowisko profesora biochemii na wydziale farmaceutycznym tej uczelni. W latach 1968–1972 pełnił funkcję rektora tego uniwersytetu. Został następnie profesorem na Uniwersytecie Autonomicznym w Madrycie, na którym współtworzył centrum biologii molekularnej.
W końcowym okresie dyktatury sprawował urząd podsekretarza stanu w resorcie edukacji i nauki (1974–1975). W okresie przemian związał się z Unią Demokratycznego Centrum. W latach 1977–1978 sprawował z ramienia UCD wykonywał mandat posła do Kongresu Deputowanych, w tych samych latach był doradcą premiera Adolfa Suáreza. W 1978 został zastępca dyrektora generalnego UNESCO. Od grudnia 1981 do grudnia 1982 sprawował urząd ministra edukacji i nauki w rządzie Leopolda Calvo-Sotelo. W 1987 był posłem do Parlamentu Europejskiego II kadencji z ramienia Centrum Demokratycznego i Społecznego. W tym samym roku został dyrektorem generalnym UNESCO, stanowisko to zajmował do 1999, kiedy to jego następcą został Kōichirō Matsuura.
Powrócił następnie do Hiszpanii, gdzie założył fundację Fundación Cultura de Paz. Udzielał się później m.in. w inicjatywie Sojusz Cywilizacji Narodów Zjednoczonych (UNAOC) oraz w International Commission Against the Death Penalty.